# Alejandro Preinfalk
Alejandro Preinfalk Lavagni (ur. 3 października 1970 w San José) – kostarykański narciarz alpejski, uczestnik igrzysk olimpijskich w Albertville.

## Osiągnięcia

### Igrzyska olimpijskie
| Miejsce | Dzień     | Rok  | Miejscowość | Konkurencja | Czas biegu | Strata  | Zwycięzca            |
| ------- | --------- | ---- | ----------- | ----------- | ---------- | ------- | -------------------- |
| 91.     | 18 lutego | 1992 | Albertville | Gigant      | 2:06,98    | +102,08 | Alberto Tomba        |
| 65.     | 22 lutego | 1992 | Albertville | Slalom      | 1:44,39    | +164,74 | Finn Christian Jagge |